# Minuskel 70
Minuskel 70 (in der Nummerierung nach Gregory-Aland), ε 521 (von Soden) ist eine griechische Minuskelhandschrift des Neuen Testaments auf 186 Pergamentblättern (28,5 × 17,7 cm). Mittels Paläographie wurde das Manuskript auf das 15. Jahrhundert datiert. Die Handschrift ist vollständig.

## Beschreibung
Der Kodex enthält den Text der vier Evangelien. Er wurde einspaltig mit je 23 Zeilen geschrieben. Er enthält lateinische κεφαλαια, griechische κεφαλαια und τιτλοι.
Der griechische Text des Kodex repräsentiert den Byzantinischen Texttyp. Aland ordnete ihn in Kategorie V ein. Sie gehörte zur Textfamilie Kx.

## Geschichte
Die Handschrift wurde in Paris zwischen 1491 und 1494 für Guillaume Budé geschrieben. Der Kodex wurde von John Mill untersucht. Gregory verglich sie in 1883.
Der Kodex befindet sich zurzeit in der Universitätsbibliothek Cambridge (Ll. 2.13) in Cambridge.